# Civitella Ranieri Foundation

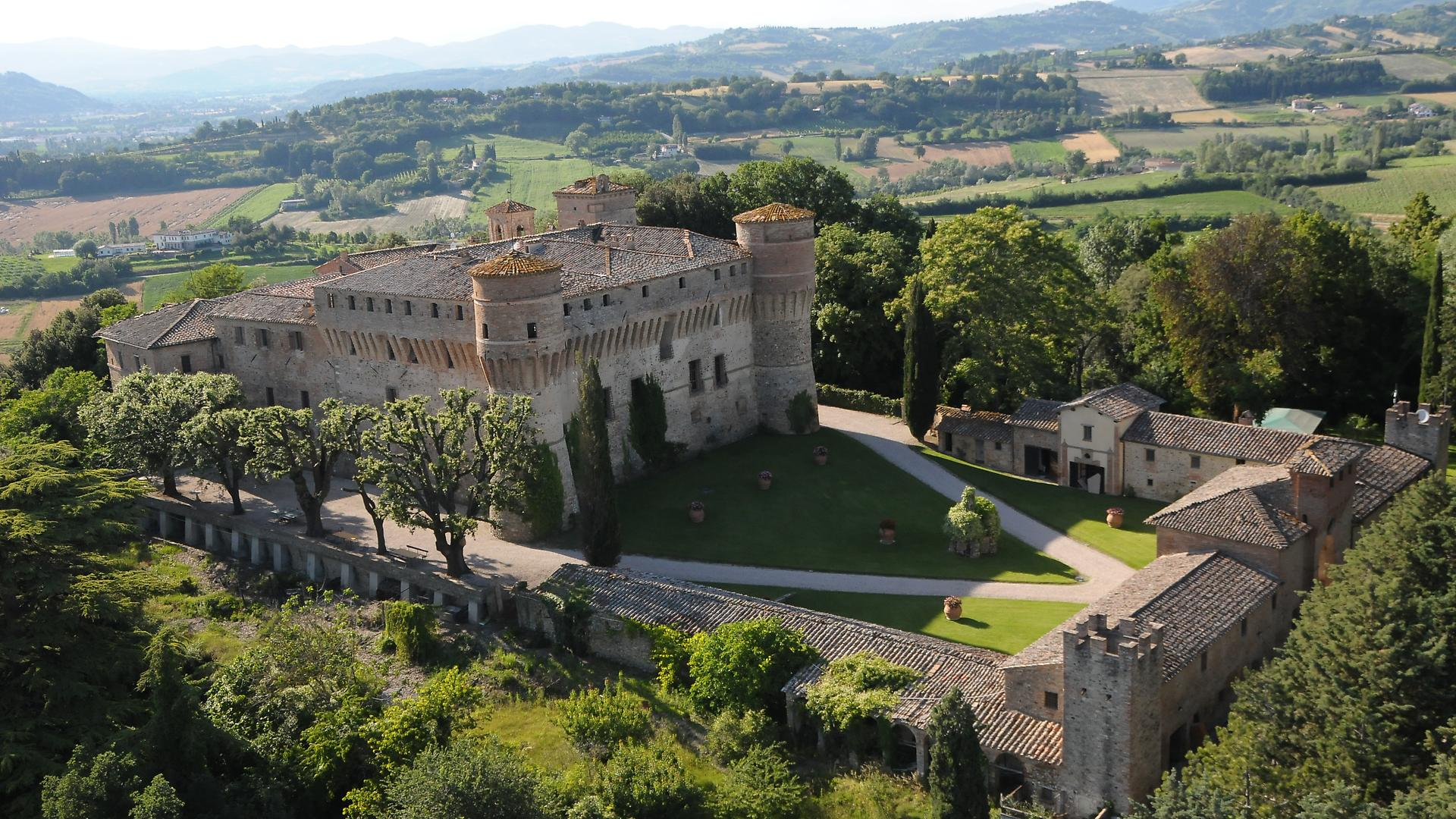
Il castello di Civitella Ranieri

La Civitella Ranieri Foundation è una residenza per artisti internazionali situata nell'omonimo castello di Umbertide e con sede legale a New York.
La Fondazione accoglie e offre alloggi lussuosi e altri servizi per sei settimane all'anno a circa una dozzina di artisti visivi, scrittori e compositori all'apice della loro carriera e selezionati da una giuria. Occasionalmente, la Fondazione organizza eventi per il pubblico.
La fondazione ha ospitato oltre 800 borsisti ed ospiti invitati da tutto il mondo.

## Storia
Civitella Ranieri è un antico castello rinascimentale situato ad Umbertide, in provincia di Perugia. La famiglia Ranieri, una nobile famiglia italiana stabilitasi a Perugia, ha posseduto i terreni del castello fin dagli inizi del quindicesimo secolo. Ursula Corning, una lontana parente della famiglia Ranieri, trasformò il castello in una residenza per artisti, fondando la Civitella Ranieri Foundation nel 1995.

## La Fondazione
Ogni gruppo di borsisti ospitato dalla Fondazione Civitella Ranieri è selezionato da una giuria e riunisce dai 12 ai 15 artisti visivi, musicisti, scrittori e compositori internazionali all'apice della loro carriera.
La Fondazione fornisce spazio per studio, alloggio, vitto e copre le spese di viaggio.
Dana Prescott è Direttrice esecutiva della Fondazione dal 2007.
Fra le molte personalità ospitate dalla Civitella Ranieri Foundation vi sono stati artisti come William Kentridge, Mark Dion, Martha Rosler e Barbara T. Smith, scrittori e poeti come Mark Strand, Geoff Dyer, Kate Tempest e Jake Arnott e compositori come Pauline Oliveros, Elliott Sharp, John Oswald e Jóhann Jóhannsson.

## Borsisti
I borsisti della Civitella Ranieri Foundation hanno ricevuto numerosi riconoscimenti, tra cui borse di studio Guggenheim, borse di studio Fulbright, sovvenzioni per le arti e sovvenzioni dalla Fondazione MacArthur. Alcune composizioni musicali dei borsisti della Civitella Ranieri Foundation sono stati eseguiti da sinfonie in tutto il mondo e hanno ricevuto premi come i Grammy Award; le opere dei borsisti in arti visive sono esposti in collezioni museali e mostre, come la Biennale di Venezia e la Biennale di Whitney; i borsisti in scrittura hanno ricevuto premi negli Stati Uniti come il National Book Award.

### Borsisti (elenco parziale)

#### Cinema
- Atom Egoyan

#### Musica
- Martin Bresnick
- John Harbison
- Fred Hersch
- Anders Hillborg
- Johann Johannsson
- Tania Leon
- Andrew Norman
- Pauline Oliveros
- Elliott Sharp
- Esperanza Spalding
- Yehudi Weiner

#### Scrittura
- A. Igoni Barrett
- Brian Chikwava
- Henri Cole
- Billy Collins
- Mia Couto
- Kamel Daoud
- Anita Desai
- Rachel Kushner
- Mike McCormack[14]
- Wally Shawn
- Robert Stone
- Mark Strand
- Kate Tempest
- Tobias Wolff

#### Arti visive
ettore favini
- Allora & Calzadilla
- Emma Amos
- El Anatsui
- Alison Bechdel[10]
- Manfredi Beninati
- Xu Bing
- Yun-Fei Ji
- William Kentridge
- Lat[11][15]
- Kerry James Marshall
- Martha Rosler
- Peterson Waweru
- Matthias Weischer
- Sun Xun

### Ospiti invitati
Un numero selezionato di ospiti è invitato a unirsi a ciascuna sessione nella residenza per guidare i borsisti, tra i molti invitati si possono citare Vivien Greene (2016), Rosanna Warren (2015), Fred Hersch (2013), Ann Beattie (2013), Tobias Wolff (2012), John Eaton (2011), Mark Strand (2008 e 2011), James Siena (2010), and Yehudi Wyner (2009).